# Trachyopella brevisectoris
Trachyopella brevisectoris är en tvåvingeart som beskrevs av Marshall 1990. Trachyopella brevisectoris ingår i släktet Trachyopella och familjen hoppflugor. Inga underarter finns listade i Catalogue of Life.